# Miles Franklin
Stella Maria Sarah Miles Franklin (14 de outubro de 1879 – 19 de setembro de 1954), conhecido como Miles Franklin, foi uma escritora e feminista australiana que é mais conhecida por seu romance My Brilliant Career, publicado pela Blackwoods of Edinburgh em 1901. Seu outro grande sucesso literário, All That Swagger, não foi publicado até 1936.
Ela estava comprometida com o desenvolvimento de uma forma de literatura de matriz australiana e perseguiu ativamente esse objetivo apoiando escritores, revistas literárias e organizações de escritores. Ela teve um impacto duradouro na vida literária australiana através de sua doação de um grande prêmio anual de literatura sobre "A vida australiana em qualquer uma de suas fases", o Prêmio Miles Franklin . Seu impacto foi ainda reconhecido em 2013 com a criação do Prêmio Stella, concedido anualmente ao melhor trabalho literário de uma mulher australiana.

## Vida e carreira

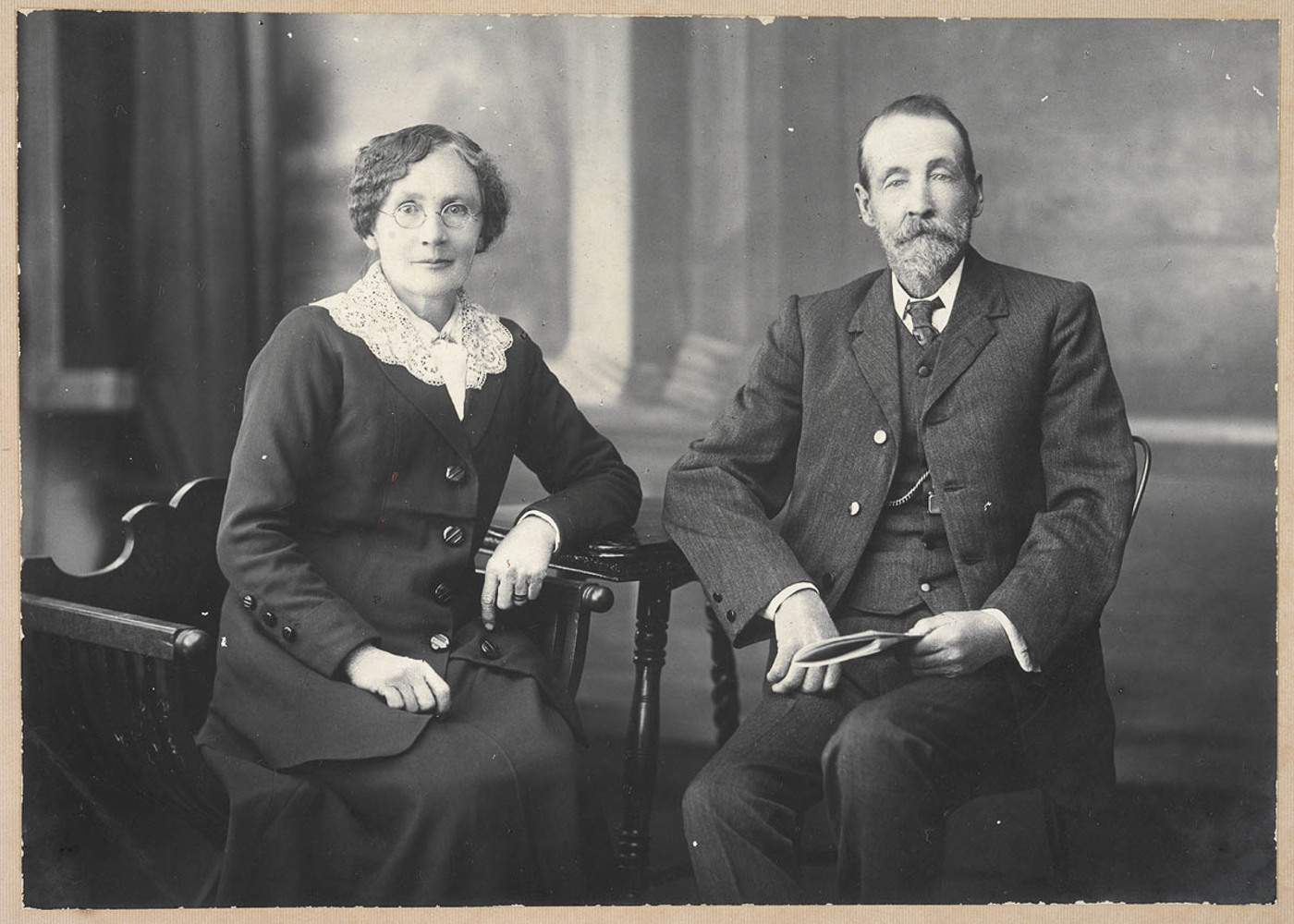
Os pais de Franklin, Suzannah e John Franklin

Franklin nasceu em Talbingo, Nova Gales do Sul, e cresceu no Vale Brindabella em uma propriedade chamada Estação Brindabella. Ela era a filha mais velha de pais australianos, John Maurice Franklin e Susannah Margaret Eleanor Franklin, née Lampe, que era a bisneta de Edward Miles (ou Moyle) que havia chegado com a Primeira Frota em Scarborough com uma sentença de sete anos por roubo. Sua família era um membro da squatocracia. Ela foi educada em casa até 1889, quando frequentou Thornford Public. Durante este período, ela foi incentivada a escrever por sua professora, Mary Gillespie (1856-1938) e Tom Hebblewhite (1857-1923) editor do jornal local Goulburn.

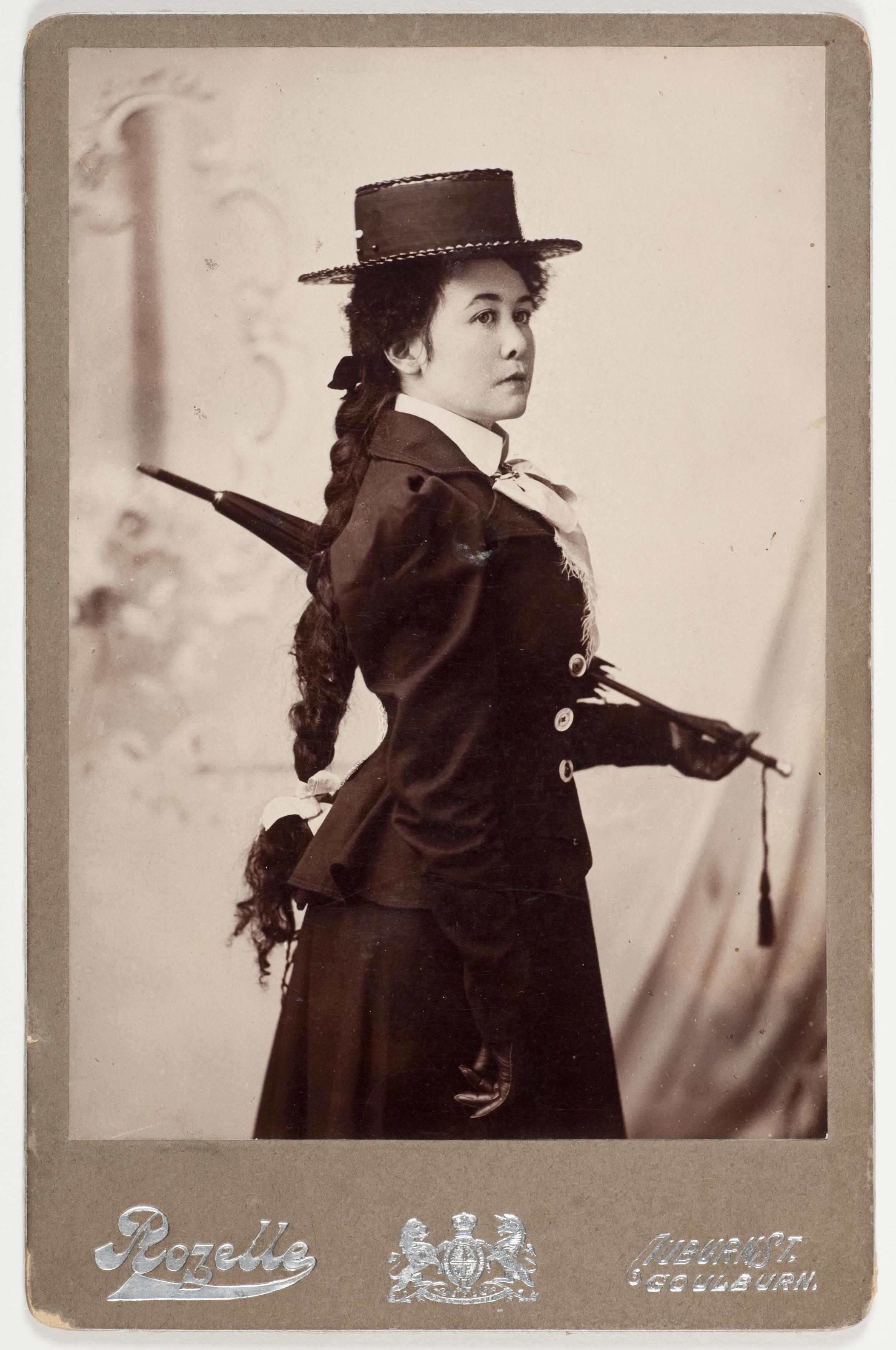
Franklin em 1901

Seu romance mais conhecido, My Brilliant Career, conta a história de uma adolescente irreprimível, Sybylla Melvyn, em seu processo de se tornar mulher na zona rural de Nova Gales do Sul. Foi publicado em 1901 com o apoio do escritor australiano Henry Lawson. Após sua publicação, Franklin tentou a carreira de enfermagem e depois como empregada doméstica em Sydney e Melbourne. Ao mesmo tempo que fazia isso, ela contribuiu com peças para The Daily Telegraph e The Sydney Morning Herald sob os pseudônimos "An Old Bachelor" e "Vernacular". Durante este período, ela escreveu My Career Goes Bung em que Sybylla encontra o conjunto literário de Sydney, mas que não foi lançado ao público até 1946. Uma peça abertamente anti-guerra, The Dead Must Not Return, não foi publicada ou apresentada até o fim de sua vida, mas recebeu uma leitura pública em setembro de 2009.

### Nos Estados Unidos e na Inglaterra

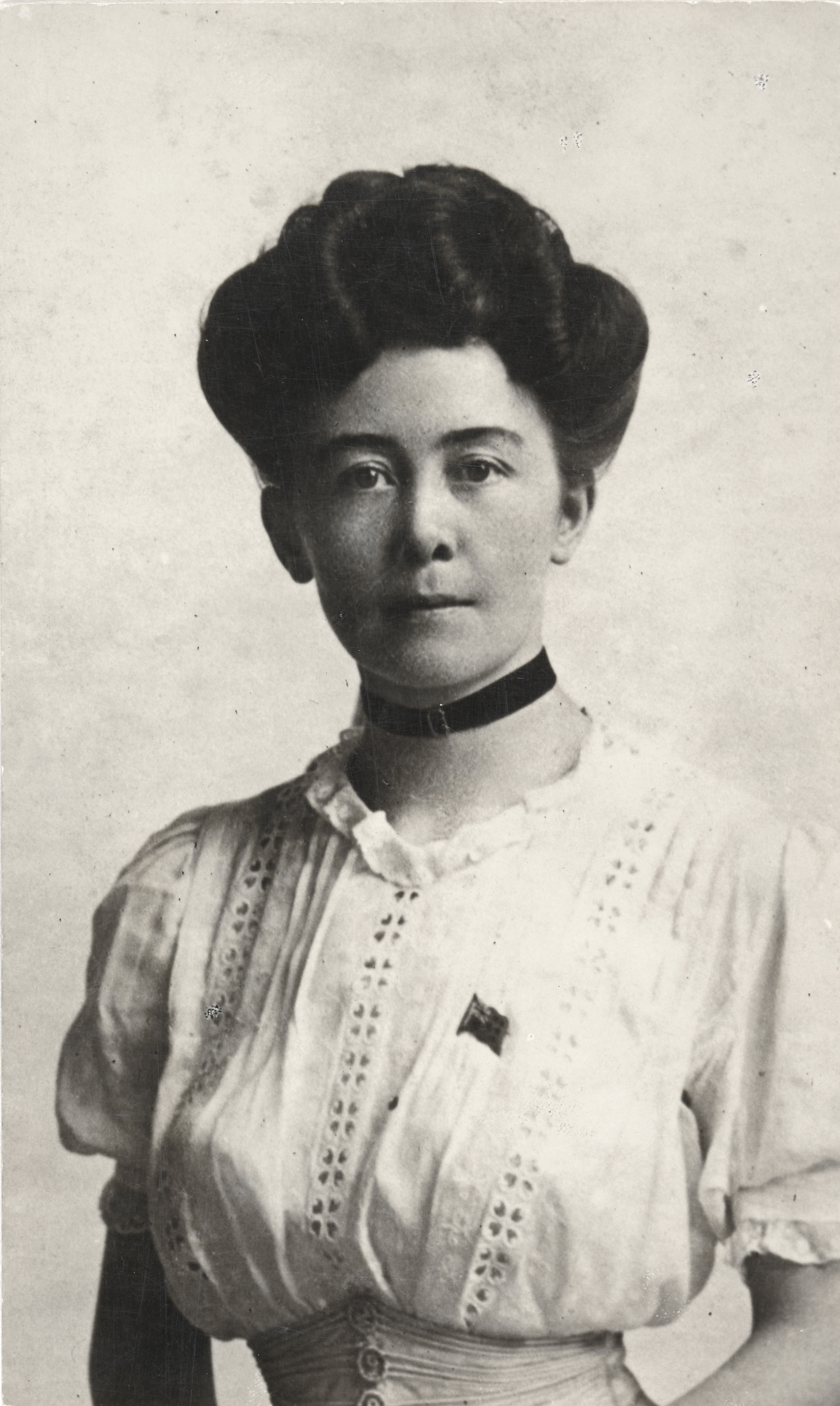
Foto sem data

Em 1906, Franklin mudou-se para os Estados Unidos da América e assumiu o trabalho de secretariado para Alice Henry, outra australiana, na National Women's Trade Union League em Chicago, e co-editou a revista da liga, Life and Labor . Seus anos nos Estados Unidos estão refletidos em On Dearborn Street (não publicado até 1981), uma história de amor que usa gírias americanas de uma maneira não muito diferente do trabalho inicial de Dashiell Hammett. Também, enquanto na América, ela escreveu Some Everyday Folk and Dawn (1909), a história de uma família australiana de cidade pequena, que usa prosa roxa (purple prose)para efeito cômico deliberado. Ela sofreu crises regulares de problemas de saúde e entrou em um sanatório por um período em 1912. Em 1915, ela viajou para a Inglaterra e trabalhou como cozinheira, ganhando algum dinheiro com o jornalismo. Em março de 1917, Franklin se ofereceu para o trabalho de guerra na Unidade Ostrovo dos Hospitais da Mulher Escocesa durante as campanhas sérvias de 1917-1918. Ela serviu como cozinheira e depois matrona em um hospital de tenda de 200 leitos anexado ao exército sérvio perto do Lago Ostrovo na Grécia macedônia de julho de 1917 a fevereiro de 1918.
De 1919 a 1926, Franklin trabalhou como secretária da National Housing and Town Planning Association em Londres. Ela organizou uma convenção internacional de habitação para mulheres em 1924. Sua vida na Inglaterra na década de 1920 deu origem a Bring the Monkey (1933), uma sátira ao romance de mistério da casa de campo inglesa. O livro revela os pontos de vista de Franklin sobre nacionalidade e classe. Infelizmente, o livro foi um fracasso literário e comercial.

### Voltar para a Austrália
Franklin se mudou para a Austrália em 1932 após a morte de seu pai em 1931. Durante essa década, ela escreveu vários romances históricos sobre o ambiente rural australiano, embora a maioria deles tenha sido publicada sob o pseudônimo de "Brent of Bin Bin". A bibliotecária estadual de Nova Gales do Sul, Dagmar Schmidmaier, disse que "Miles temia cada vez mais que nada que ela escrevesse correspondesse ao sucesso de My Brilliant Career e recorreu a escrever sob nomes diferentes, incluindo o pseudônimo bizarro Brent de Bin Bin, para se proteger de críticas ruins". No entanto, All That Swagger foi publicado em seu próprio nome em 1936, ganhando o SH Prior Memorial Prize . Franklin também ganhou o SH Prior Memorial Prize em 1939 junto com Kate Baker por seu trabalho colaborativo 'Who Was Joseph Furphy?' .
Ao longo de sua vida, Franklin apoiou ativamente a literatura australiana. Ela ingressou na Fellowship of Australian Writers em 1933 e no Sydney PEN Club em 1935. Ela encorajou jovens escritores como Jean Devanny, Sumner Locke Elliott e Ric Throssell e apoiou os novos jornais literários, Meanjin e Southerly. Miles entreteve figuras literárias em sua casa em Carlton, NSW. Um livro de autógrafos conhecido como Waratah Book de Miles Franklin, mantido pela Biblioteca Estadual de NSW, foi usado para autógrafos e inscrições. Os convidados foram encorajados a beber chá da Xícara Waratah e escrever no Livro Waratah.

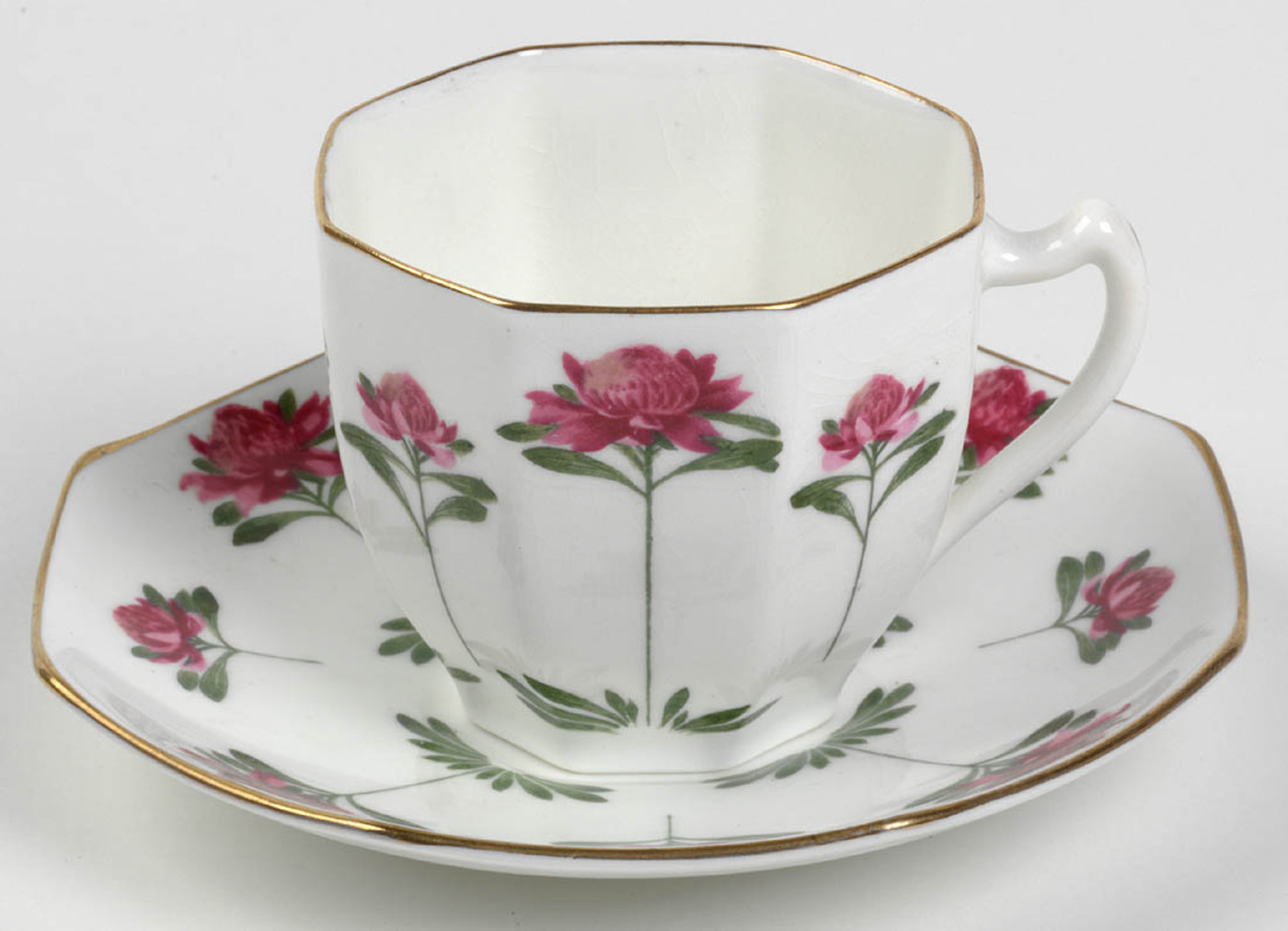
Xícara e pires waratah de Miles Franklin 1904. Esta taça faz parte do acervo da Biblioteca Estadual de NSW

Em 1937, Franklin recusou uma nomeação como Oficial da Ordem do Império Britânico.
Foi alegado que Franklin era membro do Primeiro Movimento Austrália (AFM, Australia First Movement) pró-isolacionista, anti-guerra e anti-semita quando participou de três reuniões públicas do AFM em dezembro de 1941 e teve uma associação estreita com seus líderes. Na verdade, Franklin se opôs veementemente às visões políticas de cada um dos líderes do movimento AF, Adela Pankhurst Walsh e PR Stephenson, como evidenciado por suas anotações de diário e correspondência na época - "Vermelhos ou rosas ou 'direitistas' todos mostraram sua ignorância", ela escreveu depois de um atendimento, e de Stephenson "eu não poderia ter nada a ver com a política dele". Sua associação de longa data com 'Inky' Stephenson foi literária, e sua participação nessas grandes reuniões públicas deve ser vista no contexto do ataque japonês a Pearl Harbor (7 de dezembro de 1941) e na alta temperatura política da época. Franklin era firmemente antiguerra e, traumatizada por suas experiências na Primeira Guerra Mundial, temia muito uma guerra em solo australiano neste momento. Nesse período de sua vida, Franklin foi uma constante participante e palestrante em vários eventos culturais e literários. Sua mensagem centrou-se na liberdade de expressão e na defesa da literatura australiana.
Enquanto Miles Franklin teve muitos pretendentes, ela nunca se casou. Ela morreu em 19 de setembro de 1954, aos 74 anos e suas cinzas foram espalhadas em Jounama Creek, Talbingo, perto de onde ela nasceu.

## Colaborações
Miles Franklin participou de várias colaborações literárias ao longo de sua vida. Além de co-editar a revista Life and Labor com Alice Henry nos EUA, ela também escreveu Pioneers on Parade em colaboração com Dymphna Cusack e uma biografia de Joseph Furphy (1944) "em dolorosa colaboração com Kate Baker ". Anteriormente, em 1939, ela e Baker haviam ganhado o prêmio Prior Memorial por um ensaio sobre Furphy.
Dever escreve que as cartas entre Dymphna Cusack e Miles Franklin, publicadas em Yarn Spinners, "fornecem um comentário de vaivém sobre a delicada arte da colaboração literária".

## Legado

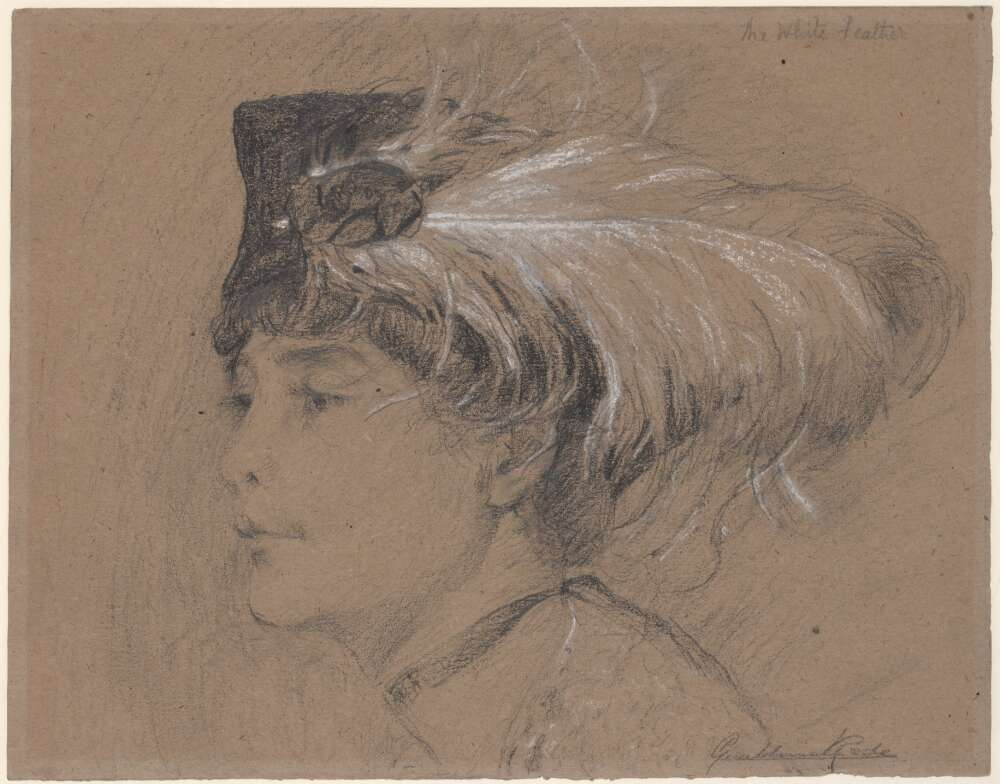
Esboço de Franklin por Geraldine Rede

Em seu testamento, ela deixou um legado para um prêmio literário anual conhecido como The Miles Franklin Award. O primeiro vencedor foi Patrick White com Voss em 1957.
O subúrbio de Franklin em Canberra e a escola primária Miles Franklin Primary School são nomeados em sua homenagem. A escola realiza um concurso anual de redação em sua memória. Além disso, a Escola Pública Franklin em Tumut, NSW também é nomeada em sua homenagem.
Durante sua vida, Miles Franklin doou vários itens para a Biblioteca Mitchell. O material manuscrito foi apresentado durante o período 1937-1942. Os vários rascunhos de "Pioneiros em Parada" foram apresentados em 1940. Ela deixou sua coleção de livros impressos, correspondências e notas, bem como os poemas de Mary Fullerton. 47 dos diários de Miles Franklin estão na Biblioteca Estadual de Nova Gales do Sul, incluindo uma cópia descoberta em 2018.
Um renascimento do interesse por Franklin ocorreu na esteira do filme australiano New Wave My Brilliant Career (1979), que ganhou vários prêmios internacionais.
Em 2014, o Doodle do Google comemorou seu 135º aniversário.

## Premios
- 1936: Prêmio Memorial SH Prior concedido pelo The Bulletin for All that Swagger
- 1939: SH Prior Memorial Prize para Joseph Furphy: The Legend of a Man and His Book

## Trabalhos selecionados

### Romances
- My Brilliant Career (1901)
- Some Everyday Folk and Dawn (1909)
- Old Blastus of Bandicoot (1931)
- Bring the Monkey (1933)
- All That Swagger (1936)
- Pioneers on Parade (1939) – with Dymphna Cusack
- My Career Goes Bung (1946)
- On Dearborn Street (1981)

### Sob o pseudônimo de "Brent of Bin Bin"
- Up the Country (1928)
- Ten Creeks Run (1930)
- Back to Bool Bool (1931)
- Prelude to Waking (1950)
- Cockatoos (1954)
- Gentleman at Gyang Gyang (1956)

### Não-ficção
- Joseph Furphy: The Legend of a Man and His Book (1944)
- Laughter, Not for a Cage (1956)
- Childhood at Brindabella (1963)